# 栗城偲
栗城 偲（くりき しのぶ、7月26日 - ）は、日本の小説家。ボーイズラブ作品を主に執筆している。宮城県仙台市出身、神奈川県在住。『この気持ちを掲げた空』で第14回ディアプラス・チャレンジスクール期待作受賞し、デビュー。

## 作品リスト

### 単行本
リンクスロマンス（幻冬舎コミックス）
- 花色 -君をこそ、想ひ初めしか-（イラスト：佐々木久美子、2009年）
- ココロノイロ（イラスト：斑目ヒロ、2011年）
- きらいきらいすき。（イラスト：高宮東、2011年）
- スロウスロウ（イラスト：いさき李果、2012年）

ガッシュ文庫（海王社）
- 蛍火（イラスト：麻生ミツ晃、2010年）
- 追憶の庭（イラスト：梨とりこ、2011年）
- きみがすきなんだ（イラスト：サマミヤアカザ、2012年）
- ぼくのすきなひと（イラスト：サマミヤアカザ、2013年）
- ちょっと並んで歩きませんか（イラスト：北上れん、2014年）
- きみはぼくのもの（イラスト：サマミヤアカザ、2015年）
- stand up, please!（イラスト：街子マドカ、2016年）
- おにいちゃんといっしょ（イラスト：サマミヤアカザ、2017年）
- たちまち、おちる（イラスト：街子マドカ、2018年）
- きみはぼくのつがい（イラスト：コウキ。、2018年）
- アルファの恋人（イラスト：コウキ。、2018年）

プラチナ文庫（フランス書院）
- 恋をするには遠すぎて（イラスト：小嶋ララ子、2010年）
- 冗談やめて、笑えない（イラスト：元ハルヒラ、2011年）
- だけど、ここには愛がある（イラスト：笹丸ゆうげ、2011年）
- 今日も明日も会いたくて（イラスト：小嶋ララ子、2012年）
- 裏を返せば…! （イラスト：梨とりこ、2012年）
- 地角の衆生（イラスト：ミナヅキアキラ、2012年）
- 不埒なおとこのこ（イラスト：鈴倉温、2013年）
- 可愛くて、どうしよう?（イラスト：小嶋ララ子、2013年）
- ～おっぱぶクラウン～ 王様の遊戯場（イラスト：香坂あきほ、2013年）
- 全寮制男子校に転入してみた。（イラスト：乃原キリオ、2014年）
- まじかる漢の娘（イラスト：中井アオ、2014年）
- 恋人代行、八千円（イラスト：有紀、2015年）
- 悲しみません、明日までは（イラスト：小嶋ララ子、2015年）
- 愛のコロッケパン ～恋する商店街～（イラスト：駒城ミチヲ、2016年）
- 後輩が目を合わせてくれません（イラスト：石田要、2016年）
- 美味しいオカズをいただきます。（イラスト：駒城ミチヲ、2016年）
- 続きはおとなになってから（イラスト：den、2017年）

ディアプラス文庫（新書館）
- 恋愛モジュール（イラスト：RURU、2011年）
- スイート×リスイート（イラスト：金ひかる、2012年）
- 君の隣で見えるもの（イラスト：藤川桐子、2012年）
- 素直じゃないひと（イラスト：陵クミコ、2013年）
- ダーリン、アイラブユー（イラスト：みずかねりょう、2014年）
- いとを繋いだその先に（イラスト：伊東七つ生、2014年）
- 恋に語るに落ちてゆく（イラスト：樹要、2015年）
- 君しか見えない（イラスト：木下けい子、2016年）
- 家政夫とパパ（イラスト：Ciel、2017年）
- 同居注意報（イラスト：陵クミコ、2018年）
- バイアス恋愛回路（イラスト：カゼキショウ、2018年）
- ラブデリカテッセン（イラスト：カワイチハル、2019年）
- 社史編纂室で恋をする（イラスト：みずかねりょう、2019年）
- 塚森専務の恋愛事情（イラスト：みずかねりょう、2020年）
- 経理部員、恋の仕訳はできません（イラスト：みずかねりょう、2021年）

ビーボーイノベルズ（リブレ）
- sweet pool（原作：Nitro+CHiRAL、イラスト：オニツカセージ、2011年）
- エブリジャック、ヒズジャック（イラスト：yoco、2017年）

角川ルビー文庫（角川書店）
- うちの子が可愛くて（イラスト：六芦かえで、2012年）
- 俺の上司がベッドの中で（イラスト：南月ゆう、2013年）
- いとこいし（イラスト： 北沢きょう、2013年）
- 俺がうさぎでうさぎが俺で（イラスト： 三池ろむこ、2014年）

フルール文庫ブルーライン（メディアファクトリー）
- カフェオレ・ランデブー（イラスト： 藤たまき、2014年）
- 忠犬カウンターアタック（イラスト： アオイ冬子、2015年）
- 上下の沙汰もネコ次第（イラスト： 陵クミコ、2015年）

クロスノベルス（笠倉出版社）
- てのなるほうへ（イラスト： 小椋ムク、2015年）
- 鬼の棲処（イラスト： コウキ。、2016年）
- もういいかい、まだだよ（イラスト：小椋ムク、2017年）
- 運命の、糸はひそかに（イラスト：yoco、2018年）
- 狼王の思し召し（イラスト： 榎本あいう、2019年）
- 恋渡り（イラスト：yoco、2021年）

キャラ文庫（徳間書店）
- 玉の輿ご用意しました（イラスト： 高緒拾、2017年）
- 玉の輿謹んで返上します 玉の輿ご用意しました2（イラスト：高緒拾、2017年）
- 玉の輿新調しました: 玉の輿ご用意しました3（イラスト：高緒拾、2018年）
- 玉の輿に乗ったその後の話: 玉の輿ご用意しました番外編（イラスト：高緒拾、2019年）
- 幼なじみマネジメント（イラスト：暮田マキネ、2021年）

カクテルキス文庫（Jパブリッシング）
- 嘘の欠片（イラスト： 一夜人見、2020年）

### 未収録短編
アンソロジー掲載
- そして、わたしはうそをつく（ピュア百合アンソロジー ひらり、 Vol.3（新書館）掲載、絵：鈴木有布子）
- 風紀、乱すべからず。 （ももいろヘヴン（新書館）掲載、絵：花村イチカ）
- ひどいことしないでよ （b-BOYアンソロジー エロとじ♥艶（リブレ）掲載、絵：北別府ニカ）
- タイトロープ・ラヴァーズ（b-BOYアンソロジー エロとじ♥濡（リブレ）掲載、絵：朱月とまと）

雑誌掲載
- ていこうなんて、しないから（小説b-Boy 2012年11月号（リブレ）掲載、絵：大槻ミゥ）
- ラバーズリバース（小説b-Boy2013年11月号（リブレ）掲載、 絵：日羽フミコ）
- 黙って俺に愛されろ（小説b-Boy 2014年7月号（リブレ）掲載、絵：にやま）
- 歡迎光臨 柩猫亭（小説Wings2014年9月号（新書館）掲載、絵：ねぎしきょうこ）

### 漫画原作
- おっぱぶクラウン（Canna（プランタン出版）連載、2011年 - 2012年、作画：香坂あきほ）
- 玉の輿ご用意しました（Chara Serleciton（徳間書店）連載、2019年 - 連載中、作画：高緒拾、既刊2巻）